# Built to last
Built to last es el décimo álbum de estudio de la banda sueca de Heavy metal HammerFall, publicado el 4 de noviembre de 2016. Para este álbum el baterista Anders Johansson se retira de HammerFall y es reemplazado por David Wallin. Además de esto, el grupo caduca con Nuclear Blast, por lo que comienzan a trabajar con Napalm Records.

## Lista de canciones
| N.º | Título              | Escritor(es) | Duración |  |
| 1.  | «Bring it!»         |              | 4:18     |  |
| 2.  | «Hammer high»       |              | 4:37     |  |
| 3.  | «The sacred vow»    |              | 4:11     |  |
| 4.  | «Dethrone and defy» |              | 5:10     |  |
| 5.  | «Twilight princess» |              | 5:04     |  |
| 6.  | «Stormbreaker»      |              | 4:51     |  |
| 7.  | «Built to last»     |              | 3:52     |  |
| 8.  | «The star of home»  |              | 4:47     |  |
| 9.  | «New breed»         |              | 5:02     |  |
| 10. | «Second to none»    |              | 5:29     |  |

Edición que incluye DVD:
01. Hector's hymn
02. Any means necessary
03. Renegade
04. B.Y.H.
05. Blood bound
06. Let the hammer fall
07. Live life loud
08. Guitar solo: Pontus Norgren
09. Medley: Genocide, Hero's return, Secrets, The dragon lies bleeding, Trailblazers, Riders of the storm, Fury of the wild
10. Threshold
11. Last man standing
12. HammerFall
13. Bushido
14. Hearts on fire

## Formación
- Joacim Cans - Voz
- Oscar Dronjak - Guitarra y voz
- Fredrik Larsson - Bajo y voz
- David Wallin - Batería
- Pontus Norgren - Guitarra y voz